# Джураев, Темур Олтибоевич
Тему́р Олтибо́евич Джура́ев (узб. Temur Oltiboyevich Jo'raev; 11 мая 1984 года, Ташкент, Узбекская ССР, СССР) — узбекистанский футболист, вратарь. Играл за национальную сборную Узбекистана. Основную часть своей карьеры выступал за ташкентский «Пахтакор».

## Карьера

### Карьера в клубах
Является воспитанником ташкентского клуба «Пахтакоре». С 2002 года начал играть за молодёжную команду этого клуба. В 2003 году играл в качестве аренды за «Кызылкум». С 2004 года стал привлекаться в основную команду «Пахтакора», за которого играл вплоть до 2014 года. В общей сложности играл за «Пахтакор» в 80 матчах Высшей лиги Узбекистана, Кубка Узбекистана и Лиги чемпионов АФК. Вместе с «Пахтакором» пять раз становился чемпионом Узбекистана, три раза серебряным и один раз бронзовым призёром чемпионата Узбекистана, шесть раз становился обладателем Кубка Узбекистана. Также становился обладателем Кубка чемпионов Содружества 2007, и её финалистом в 2006 году, полуфиналистом Лиги чемпионов АФК в 2004 году.
В 2014 году сыграл 4 матча за ташкентский «Локомотив». 2015 год провёл в клубе «Шуртан», за которого сыграл 12 игр. В 2016 году вернулся в «Пахтакор» и вышел на поле в 5 матчах. В 2017 году играл за самаркандское «Динамо» (15 игр).

### Карьера в сборной
В 2006 году впервые был вызван в национальную сборную Узбекистана. Дебютный матч сыграл 11 октября 2006 года в гостевом матче против сборной Бангладеш, в рамках отборочного турнира к Кубку Азии 2007. Матч закончился разгромной победой сборной Узбекистана со счётом 0:4. 7 июня 2008 года сыграл свой второй матч за сборную Узбекистана в домашнем матче против сборной Сингапура в рамках отборочного турнира к Чемпионату мира 2010, который завершился со счётом 3:0 в пользу узбекистанцев. 1 июня 2009 года сыграл свой третий матч за сборную Узбекистана в товарищеском матче против сборной Боснии и Герцеговины, который завершился со счётом 0:0. 18 ноября 2009 года сыграл свой четвёртый по счёту матч за сборную в гостевом матче против сборной Малайзии в рамках отборочного турнира к Кубку Азии 2011, который закончился со счётом 1:3 в пользу сборной Узбекистана. 25 мая 2010 года сыграл свой пятый матч за сборную также в товарищеском матче, на этот раз против сборной Армении, который завершился со счётом 3:1 в пользу армянской сборной.
Вместе со сборной Узбекистана участвовал в Кубку Азии 2011, который проходил в Катаре. Там сборная Узбекистана дошла до полуфинала и заняла четвёртое место в турнире. Основным вратарем сборной являлся Игнатий Нестеров, который играл во всех трёх матчах группового этапа. В четвёртьфинале, в матче против сборной Иордании, на 62-й минуте (счёт был 2:1) Игнатий Нестеров получил травму и был вынужден освободить место Темуру Джураеву. Оставшееся время ворота сборной Узбекистана защищал Джураев. Матч закончился со счётом 2:1 в пользу Узбекистана, и сборная Узбекистана впервые в своей истории вышла в полуфинал Кубка Азии. В полуфинальном матче против сборной Австралии, в основном составе вышел Джураев. Матч закончился разгромным поражением сборной Узбекистана со счётом 6:0, и Австралия вышла в финал, где её ждала сборная Японии. Разгромное поражение сборной Узбекистана вызвала шок и шквал возмущений со стороны болельщиков и сторонников сборной Узбекистана. Большинство болельщиков обвиняли именно вратаря в таком разгромном поражении. После завершения турнира, Джураев больше не вызывался в сборную.
В 2010 году Джураев сыграл 5 игр за олимпийскую сборную Узбекистана на футбольном турнире Азиатских игр 2010, где олимпийская сборная Узбекистана дошла до четвертьфинала.